# Robert Heathcote
Robert Heathcote, född 7 april 1847, död 8 april 1918, var en brittisk bågskytt. Han deltog vid olympiska sommarspelen 1908.